# Mauro Esposito

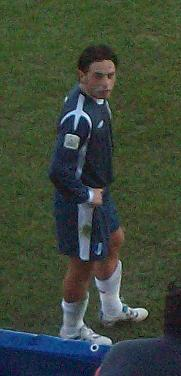
Mauro Esposito

Mauro Esposito (Torre del Greco, 13 juni 1979) is een voormalig Italiaanse aanvaller in het betaald voetbal die voor Atletico Roma uitkomt.

## Carrière
- 1996-1999: Pescara Calcio
- 1999-2001: Udinese Calcio
  - 2000-2001: Pescara Calcio (huur)
- 2001-2007: Cagliari Calcio
- 2007-2010: AS Roma
  - 2008-2009: Chievo Verona (huur)
  - 2009-2010: US Grosseto (huur)
- 2010-2011 : Atletico Roma

## Erelijst
- Italiaanse Supercup: 2007